# Championnat d'Islande masculin de handball
Le Championnat d'Islande masculin de handball, ou Olís deild karla, est le plus haut niveau des clubs masculins de handball en Islande.
La compétition est dominée par le Valur Reykjavík qui a remporté en 2022 son 24e titre dans la compétition.

## Palmarès
| Saison    | Champion             |
| --------- | -------------------- |
| 1940-1941 | Valur Reykjavík      |
| 1941-1942 | Valur Reykjavík      |
| 1942-1943 | Valur Reykjavík      |
| 1943-1944 | Haukar Hafnarfjörður |
| 1944-1945 | Glímufélagið Ármann  |
| 1945-1946 | IR Reykjavik         |
| 1946-1947 | Valur Reykjavík      |
| 1947-1948 | Valur Reykjavík      |
| 1948-1949 | Glímufélagið Ármann  |
| 1949-1950 | Fram Reykjavik       |
| 1950-1951 | Valur Reykjavík      |
| 1951-1952 | Glímufélagið Ármann  |
| 1952-1953 | Glímufélagið Ármann  |
| 1953-1954 | Glímufélagið Ármann  |
| 1954-1955 | Valur Reykjavík      |
| 1955-1956 | FH Hafnarfjörður     |
| 1956-1957 | FH Hafnarfjörður     |
| 1957-1958 | KR Reykjavik         |
| 1958-1959 | FH Hafnarfjörður     |
| 1959-1960 | FH Hafnarfjörður     |
| 1960-1961 | FH Hafnarfjörður     |
| 1961-1962 | Fram Reykjavik       |
| 1962-1963 | Fram Reykjavik       |
| 1963-1964 | Fram Reykjavik       |
| 1964-1965 | FH Hafnarfjörður     |
| 1965-1966 | FH Hafnarfjörður     |
| 1966-1967 | Fram Reykjavik       |
| 1967-1968 | Fram Reykjavik       |
| 1968-1969 | FH Hafnarfjörður     |

| Saison    | Champion           |
| --------- | ------------------ |
| 1969-1970 | Fram Reykjavik     |
| 1970-1971 | FH Hafnarfjörður   |
| 1971-1972 | Fram Reykjavik     |
| 1972-1973 | Valur Reykjavík    |
| 1973-1974 | FH Hafnarfjörður   |
| 1974-1975 | Vikingur Reykjavik |
| 1975-1976 | FH Hafnarfjörður   |
| 1976-1977 | Valur Reykjavík    |
| 1977-1978 | Valur Reykjavík    |
| 1978-1979 | Valur Reykjavík    |
| 1979-1980 | Vikingur Reykjavik |
| 1980-1981 | Vikingur Reykjavik |
| 1981-1982 | Vikingur Reykjavik |
| 1982-1983 | Vikingur Reykjavik |
| 1983-1984 | FH Hafnarfjörður   |
| 1984-1985 | FH Hafnarfjörður   |
| 1985-1986 | Vikingur Reykjavik |
| 1986-1987 | Vikingur Reykjavik |
| 1987-1988 | Valur Reykjavík    |
| 1988-1989 | Valur Reykjavík    |
| 1989-1990 | FH Hafnarfjörður   |
| 1990-1991 | Valur Reykjavík    |
| 1991-1992 | FH Hafnarfjörður   |
| 1992-1993 | Valur Reykjavík    |
| 1993-1994 | Valur Reykjavík    |
| 1994-1995 | Valur Reykjavík    |
| 1995-1996 | Valur Reykjavík    |
| 1996-1997 | KA Akureyri        |
| 1997-1998 | Valur Reykjavík    |

| Saison    | Champion                   |
| --------- | -------------------------- |
| 1998-1999 | UMFA Mosfellsbær           |
| 1999-2000 | Haukar Hafnarfjörður       |
| 2000-2001 | Haukar Hafnarfjörður       |
| 2001-2002 | KA Akureyri                |
| 2002-2003 | Haukar Hafnarfjörður       |
| 2003-2004 | Haukar Hafnarfjörður       |
| 2004-2005 | Haukar Hafnarfjörður       |
| 2005-2006 | Fram Reykjavik             |
| 2006-2007 | Valur Reykjavík            |
| 2007-2008 | Haukar Hafnarfjörður       |
| 2008-2009 | Haukar Hafnarfjörður       |
| 2009-2010 | Haukar Hafnarfjörður       |
| 2010-2011 | FH Hafnarfjörður           |
| 2011-2012 | HK Kópavogur               |
| 2012-2013 | Fram Reykjavik             |
| 2013-2014 | ÍB Vestmannaeyja           |
| 2014-2015 | Haukar Hafnarfjörður       |
| 2015-2016 | Haukar Hafnarfjörður       |
| 2016-2017 | Valur Reykjavík            |
| 2017-2018 | ÍB Vestmannaeyja           |
| 2018-2019 | UMF Selfoss                |
| 2019-2020 | arrêté à cause du Covid-19 |
| 2020-2021 | Valur Reykjavík            |
| 2021-2022 | Valur Reykjavík            |
| 2022-2023 | ÍB Vestmannaeyja           |
| 2023-2024 | FH Hafnarfjörður (17)      |
| 2024-2025 | Fram Reykjavik (11)        |

## Bilan par club
| Club                 | Titres | Années |
| -------------------- | ------ | --- |
| Valur Reykjavík      | 24     | 1940, 1941, 1942, 1944, 1947, 1948, 1951, 1955, 1973, 1977, 1978, 1979, 1988, 1989, 1991, 1993, 1994, 1995, 1996, 1998, 2007, 2017, 2021, 2022 |
| FH Hafnarfjörður     | 17     | 1956, 1957, 1959, 1960, 1961, 1965, 1966, 1969, 1971, 1974, 1976, 1984, 1985, 1990, 1992, 2011, 2024                                           |
| Haukar Hafnarfjörður | 11     | 1943, 2000, 2001, 2003, 2004, 2005, 2008, 2009, 2010, 2015, 2016                                                                               |
| Fram Reykjavik       | 11     | 1950, 1962, 1963, 1964, 1967, 1968, 1970, 1972, 2006, 2013, 2025                                                                               |
| Vikingur Reykjavik   | 7      | 1975, 1980, 1981, 1982, 1983, 1986, 1987 |
| Glímufélagið Ármann  | 5      | 1945, 1949, 1952, 1953, 1954 |
| ÍB Vestmannaeyja     | 3      | 2014, 2018, 2023 |
| KA Akureyri          | 2      | 1997, 2002 |
| IR Reykjavik         | 1      | 1946 |
| KR Reykjavik         | 1      | 1958 |
| UMFA Mosfellsbær     | 1      | 1999 |
| HK Kópavogur         | 1      | 2012 |
| UMF Selfoss          | 1      | 2019 |
| non décerné          | 1      | 2020 |